# Laura Iglesias Romero
Laura Iglesias Romero (Benavente (Zamora), 1926 -15 de abril de 2022) fue una química española pionera en el uso de la espectroscopia atómica, que ayudó a conocer el comportamiento de las estrellas y sus movimientos.

## Biografía
Nacida en Benavente, provincia de Zamora, doctora en ciencias y profesora de investigación del Consejo Superior de Investigaciones Científicas (CSIC), desarrolló la mayor parte de su trabajo en el Instituto de Óptica "Daza de Valdés" hoy denominado Miguel Catalán, en honor al ilustre químico de la Edad de Plata Miguel Catalán Sañudo, del cual fue discípula. También fue profesora adjunta de Estructura Atómico-Molecular y Espectroscopia de la Universidad Complutense de Madrid. 
En 1956 solicitó una beca al CSIC para estudiar en la Universidad de Princeton, estado de Nueva Jersey, (EE. UU.), donde trabajó, como ayudante de investigación, con el profesor Allen Shenstone, entonces decano de la Facultad de Física. Recuerda cómo a su llegada a la universidad donde había trabajado Einstein las esposas de los científicos le preguntaban "¿Quién es tu marido?", pues no entraba en sus esquemas que ella fuera la científica. Después se trasladaría a Washington, para trabajar contratada en el National Bureau of Standards durante la década de los sesenta. 
Tras rechazar varias ofertas volvió a España, vinculándose de nuevo al CSIC. Desde su adscripción al Instituto de Óptica Daza de Valdés, se dedicó a la obtención y observación de espectros de elementos de transición de interés astrofísico, útiles para conocer el movimiento de las estrellas y otros elementos pesados del sistema periódico. Con el desarrollo de la Astrofísica, los datos obtenidos por Laura Iglesias Romero renovaron su valor para la identificación de espectros estelares. 

## Reconocimientos
- En 2008 la Fundación del Museo de la Ciencia de Valladolid y la Junta de Castilla y León crean el Premio Laura Iglesias de Divulgación Científica.[4]

- Una calle de Benavente lleva su nombre.[1]